# Aberforth Smaller Companies Trust
Aberforth Smaller Companies Trust plc ist eine britische Investmentgesellschaft mit Sitz in Edinburgh.
Das Ziel des Unternehmens ist es, langfristig einen Nettovermögenswert (bei Wiederanlage der Dividenden) zu erzielen, der über dem des Numis Smaller Companies Index (ohne Investmentgesellschaften) liegt. Dabei investiert die Gesellschaft in kleine börsennotierte Unternehmen im Vereinigten Königreich in verschiedenen Sektoren, wie z. B. Technologie, Telekommunikation, Gesundheitswesen, Finanzwerte, Immobilien, zyklische Konsumgüter, Basiskonsumgüter, Industriewerte, Grundstoffe und Energie. Das Portfolio umfasst in der Regel mehr als 80 Titel. Zum 30. November 2023 beliefen sich die verwalteten Mittel auf insgesamt ca. 1,8 Milliarden Pfund.
Der Fondsmanager des Trusts ist Aberforth Partners LLP. Das Unternehmen ist an der Londoner Börse gelistet und Teil des FTSE 250 Index.